# Pinkuylluna

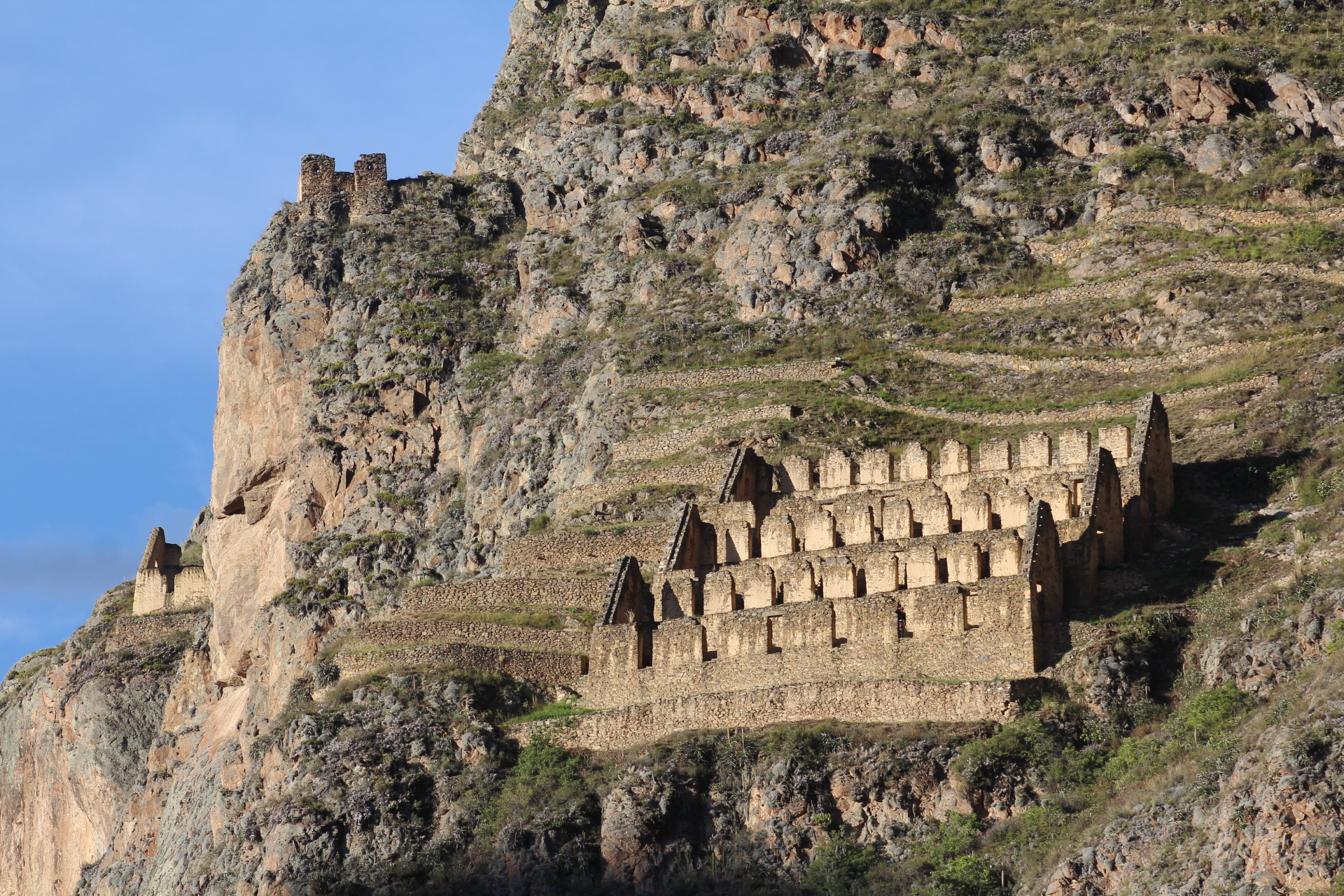
Pinkuylluna im Siedlungsverbund

Pinkuylluna oder Pinkulluna (Quechua, spanische Schreibweise Pincuylluna, Pinculluna) ist eine archäologische Fundstätte auf einem gleichnamigen Berg in Peru in der Region Cusco nordöstlich der Stadt Ollantaytambo.
Die Gebäude werden als Lagerhäuser interpretiert.

## Lage
Der Gebäudekomplex liegt auf einer Anhöhe zwischen den Flüssen Patakancha (Patacancha) und Urubamba auf knapp 3000 m. Er wurde wahrscheinlich während der Inka-Zeit erbaut. Nordöstlich steigt das Gelände schroff auf Höhen über 4000 m an.

## Gebäude
Die Überreste der drei großen und kasernenartigen länglichen Gebäude liegen strategisch günstig oberhalb des wichtigen Handelsweges entlang der beiden Flussläufe.

## Galerie

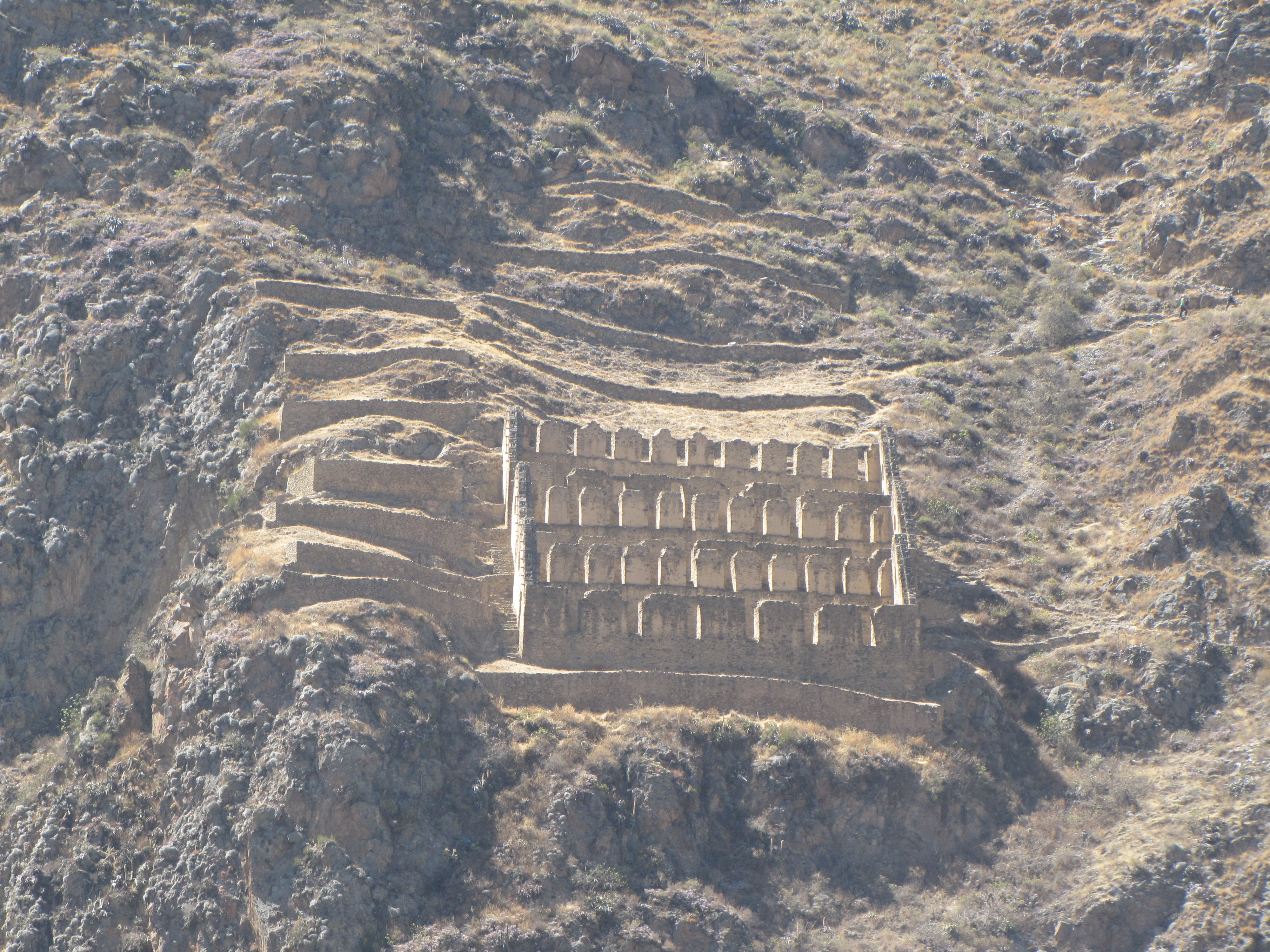
Pinkuylluna Ruinen
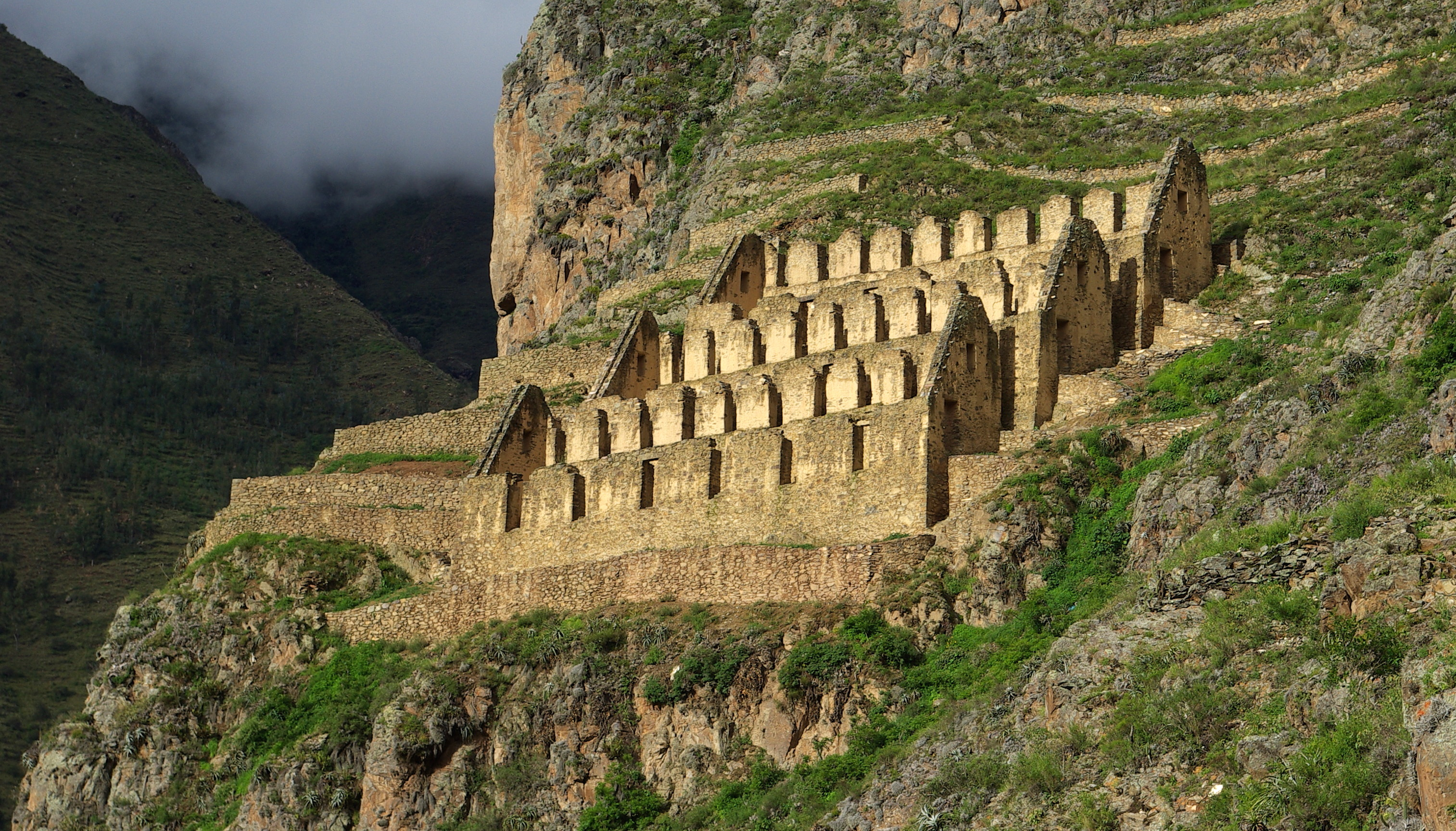
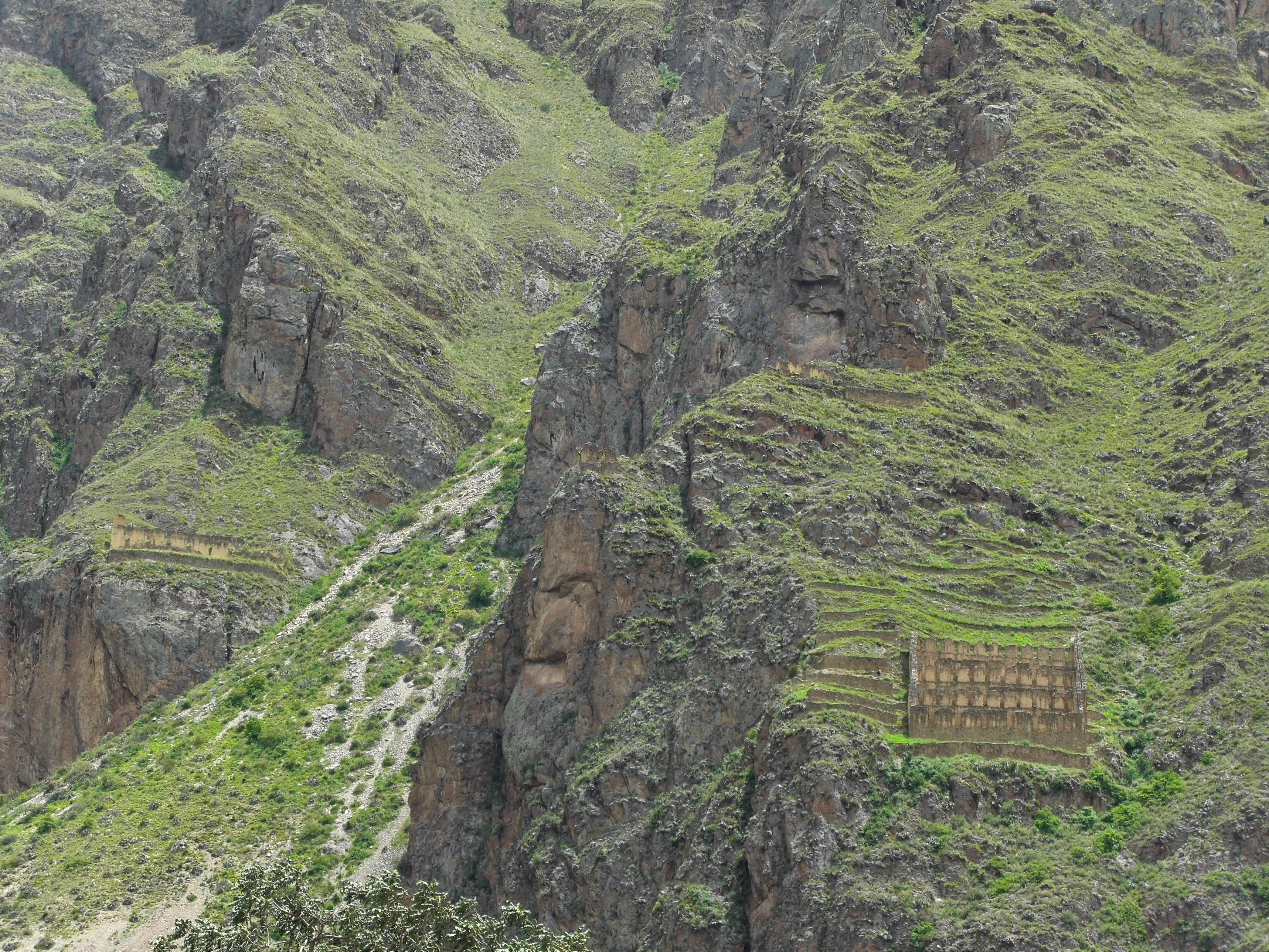